# 格林縣 (阿肯色州)
格林縣（英語：Greene County）是美國阿肯色州東北部的一個縣，東鄰密蘇里州。面積1,514平方公里。根據美國2000年人口普查，共有人口37,331。縣治帕拉固德（Paragould）。
成立於1833年11月5日。縣名紀念美國獨立戰爭將領納薩尼爾·葛林（Nathanael Greene）。